# Polítiques lingüístiques per a la immigració
Les polítiques lingüístiques per a la immigració són certes polítiques que es poden fer a països amb un cert historial de recepció d'immigrants que tenen una llengua materna diferent a la parlada al país on van.

## La política lingüística
La finalitat d'una política lingüística pot ser protegir la llengua d'una o diverses minories o bé protegir la llengua de la majoria. Quan l'estat intervé per protegir una o diverses llengües, la política lingüística consisteix a reconèixer un "conjunts de drets lingüístics" als membres de les minories, especialment el dret d'utilitzar la seva llengua en les seves comunicacions amb les autoritats públiques i el d'educar els seus fills en la seva llengua.
Fins fa poques dècades, els països que havien viscut períodes de forta immigració eren antigues colònies, on en general hi havia poques accions pensades per a la integració lingüística de la immigració. Entre els exemples trobem Argentina (antiga colònia espanyola), els Estats Units d'Amèrica (antiga colònia britànica), Canadà o Austràlia (països de la Commonwealth britànica). També destaca per la seva política d'integració lingüística l'estat d'Israel, fins i tot des d'abans de la seva creació el 1947, durant el període de domini britànic.

## Alguns països de llarg historial immigratori

### Israel
Els principis que regeixen l'estat d'Israel són, d'una banda, el de l'estat com un estat jueu (principi de particularisme) i, d'altra banda, el de la democràcia (principi universalista). Es divideixen els immigrants en tres grups: el primer són els immigrants jueus, que es poden dividir els de les primeres dècades de la creació de l'estat, de procedència de les societats desenvolupades d'Amèrica i Europa i de societats tradicionals d'Àfrica i Àsia, i a partir de la dècada de 1990 entre una gran majoria d'immigrants de procedència dels països de l'antiga URSS i una minoria procedent d'Etiòpia. El segon grup seria la minoria indígena dels àrabs i un tercer els immigrants laborals amb contracte o sense d'Europa de l'Est, d'Àsia i d'Àfrica per a fer les feines que els ciutadans d'Israel no volen fer en un primer moment, i per a substituir els treballadors palestins després de la primera intifada posteriorment).
El sistema educatiu no universitari a Israel està organitzat en una xarxa privada que pot rebre subvencions (principalment les escoles jueus ortodoxes i àrab cristianes) i d'altra banda, en una xarxa d'escoles jueves on s'ensenya en hebreu, i àrabs on s'ensenya en àrab.
La immigració jueva és constant, és estimulada per l'estat i no té imposades limitacions. Els diferents ministeris proven de facilitar-ne la incorporació a tots els nivells. Els immigrants laborals immigren legalment sense família o il·legalment amb la seva família. A les escoles jueves hi fons per ajudar els nouvinguts jueus per a integrar-se a la societat d'Israel. La política a la dècada de 1950 i la dècada de 1960 era d'assimilació dels immigrants jueus d'origen africà i asiàtic i a partir de la dècada de 1970 s'adapta el currículum escolar amb elements de les cultures jueves orientals. A la dècada de 1980 i la dècada de 1990 augmenta aquesta tendència al pluralisme oferint la possibilitat d'aprendre el rus o l'amhàric. L'ensenyament de la llengua àrab hi està marginat.
Les escoles àrabs tenen un currículum escolar adaptat però per a l'accés a la universitat s'afavoreix l'aprenentatge de les assignatures d'hebreu, de la història i literatura jueva i de la Bíblia. A la dècada de 1970 el currículum incorporen valors àrabs i elements comuns a tots els ciutadans en lloc d'assignatures sobre la història de la diàspora i el sionisme. Als anys 80 es va segmentar el currículum en aquestes escoles introduint elements de la cultura drusa (minoria musulmana), àrab o beduïna.
El sistema educatiu d'Israel no té en compte els fills dels immigrants il·legals anomenat “estudiants virtuals”. En principi tenen dret a una educació bàsica gratuïta però el Ministeri d'Educació no els té en compte. L'ajuntament de Tel-Aviv té un treballador social que se n'encarrega i el professorat pot rebre cursos específics per afrontar la situació. No es tracta d'un grup d'alumnes gran, però augmenta ràpidament.
Les escoles jueves i àrabs estatals reben la mateixa subvenció bàsica que es calcula per alumne matriculat (principi democràtic i universalista, ensenyament separat però igual) però hi ha una sèrie de finançaments suplementaris que fa que les escoles jueves reben molt més de diners.
Encara que la realitat de l'alumnat sigui molt multicultural, la política educativa no incorpora aquest fet. D'una banda sembla no haver-hi una conscienciació de la seva necessitat i, d'altra banda, aquesta diversitat només és concebuda com una oposició àrab-jueu. Aquesta llacuna al sistema educatiu, es deu, finalment, a la societat d'Israel, que mostra un alt grau de segregació entre les diferents societats.

### Canadà
El Canadà té una de les taxes d'immigració per capita més altes del món, segons Dolin & Young. El grup ètnic més gran és l'anglès (21%), seguit del francès (15,8%), l'escocès (15,2%), irlandès (13,9%), l'alemany (10,2%), italià (5%), xinès (4%), ucraïnès (3,6%) i amerindi (3,5%); tot i que un terç dels canadencs van identificar la seva etnicitat simplement com a "canadenc". L'origen de la població immigrada ha anat canviat, en el segle xix i el segle XX els immigrants eren fonamentalment d'Europa. Fins al canvi, l'any 1962, en la política canadenca d'immigració, que va obrir el país a persones d'origen no europeu, procedien sobretot del Regne Unit, França, Alemanya, Itàlia i Grècia, i de l'Europa de l'Est. Des d'aleshores, i durant els anys vuitanta, la meitat venia de països del tercer món (Àfrica, Amèrica del Sud, Antilles) o d'Àsia. En la dècada de 1990 el nombre d'immigrants asiàtics, sobretot xinesos ja va superar el dels arribats d'Europa.
Entre 1951 i 2000 van instal·lar-s'hi prop de 8.000.000 de persones procedents d'altres llocs del món. Des de 1990 una mitjana de 230.000 persones anuals hi han estat admeses. La seva integració s'emmarca en una política de multiculturalisme respecte de la immigració, promoguda pel govern federal, que pretén, entre altres coses el reconeixement i l'acceptació adequats de les cultures de les poblacions migrants i la seva integració harmònica en la societat canadenca.

### Austràlia
Austràlia fou originalment un país poc poblat amb l'anglès com a idioma oficial, a mitjan segle xix la descoberta d'or determinà la immigració en massa, i després la població anà creixent a un ritme més lent: 400.000 habitants l'any 1850; 800.000 el 1900, 14.044.100 el 1976, 14.926.800 el 1981, 17.800.600 el 1993 i 19.485.278 el 2001. Més del 95% de la població actual d'Austràlia és formada per nòrdics procedents gairebé tots de les Illes Britàniques. Els aborígens australians, únics pobladors fins a l'establiment dels europeus, avui només representen l'1,5% de la població. La immigració procedeix bàsicament del Regne Unit, Irlanda i Nova Zelanda (24,6% el 1996) i de la Xina i d'estats del sud i del sud-est asiàtic (27,5%).
El govern australià ofereix diferents serveis lingüístics a les persones immigrants que acaben d'arribar com classes d'anglès, serveis de traducció i interpretació:
La Política d'Educació Aborigen a Nova Gal·les del Sud, modificada l'any 1996, defensa que «les llengües aborígens s'han de conservar, recuperar i reivindicar». La Declaració de Responsabilitats del Govern de Nova Gal·les del Sud sobre els aborígens reforça aquest principi dient que «la llengua és un component important per al llegat cultural i identitari […] la importància d'aprendre les llengües aborígens és reconeguda com a vital per als estudiants aborígens».

## Les polítiques lingüístiques per a la immigració a Europa
El Programa PISA de 2003 va incloure una enquesta complementària sobre les polítiques i pràctiques nacionals per ajudar els estudiants immigrats a aconseguir el domini de la llengua d'instrucció. Les principals conclusions d'aquest capítol sobre polítiques i pràctiques són:
- Gairebé tots els països que van completar el qüestionari ofereixen classes als adults nouvinguts. En alguns països europeus, la participació en classes d'idiomes és obligatori i el no assistir a aquests programes pot resultar en sancions.
- La majoria dels països recopilen informació sobre les competències lingüístiques de l'alumnat immigrant durant l'educació pre-primària (ISCED 0) o primària (ISCED 1).
- Molt pocs països ofereixen suport lingüístic sistemàtic basat en un currículum explícit en l'educació pre-primària (ISCED 0).
- El mètode més generalitzat per donar suport als alumnes immigrants amb coneixements limitats de l'idioma d'instrucció és la immersió, amb el suport sistemàtic al llenguatge en l'ensenyament primari (ISCED 1) i secundari (ISCED 2).
- Diversos països ofereixen programes d'immersió amb una fase preparatòria per als alumnes acabats d'arribar. Aquest enfocament s'adopta més en l'educació secundària inferior (ISCED 2) que en l'educació primària (ISCED 1).
- Els programes de suport bilingüe de l'idioma, involucrant tant l'idioma natiu de l'estudiant i la llengua d'instrucció, són relativament poc comuns.
- Diversos països o administracions sub-nacionals tenen plans explícits o documents marc curriculars per donar suport a la segona llengua.
- Molt pocs països en general ofereixen classes complementàries per millorar l'idioma natiu de l'alumne en el si de les seves escoles.
- Tots els països participants en l'enquesta proporcionen recursos especials a les escoles que tenen un alt percentatge d'immigrants.

Eurydice va publicar el 2004 un informe que permet una visió comparada dels països de l'Europa comunitària i de l'Espai Econòmic Europeu (EEE).

## Quebec
A la província del Quebec, federada dins el Canadà amb 7,6 milions d'habitants, prop del 10% dels quals són nascuts a l'estranger. La seva població és majoritàriament francòfona, el 82% de les persones tenen el francès com a llengua materna. L'anglès és la llengua d'ús del 12,3% de la població i hi ha un 4,9% de la població amb altres llengües d'ús. Els principals països de naixement de les persones immigrants al Quebec són Algèria, la Xina, França, el Marroc, Romania, Colòmbia, el Líban, Haití, l'Índia i el Pakistan. Durant el període del 2002-2006 el nombre de persones admeses de forma permanent ha estat de 210.000. Hi ha diferents categories d'immigració: l'econòmica: treballadors qualificats, empresaris i ajuts familiars (un 60%); la contractació familiar (un 20%); refugiats i altres (un 16%). A més s'ha d'afegir l'acollida d'estudiants internacionals (uns 29.000 el 2006), treballadors temporals (uns 44.000) i sol·licitants d'asil polític (unes 7.000 persones).
A la resta del Canadà, en canvi, hi ha un 68,9% de població de parla anglesa, mentre que l'ús del francès no arriba al 25% de la població. Exceptuant Nova Brunswick amb un 30% de població francòfona, a la resta de províncies la presència del francès és marginal.
Immigració al Quebec
Al Canadà la immigració és un àmbit de competència compartida entre el Govern federal i les províncies. El Quebec, a partir dels anys seixanta, va decidir invertir de forma molt activa en aquest àmbit de competència compartida i fer-ne un motor de desenvolupament demogràfic, lingüístic, social, econòmic i cultural. Un dels factors que va contribuir més cap a aquesta presa de consciència va ser la situació de la llengua francesa a l'Amèrica del Nord, ja que es volia garantir la perennitat del fet francès.
Política d'integració dels immigrants
El projecte d'integració gira al voltant d'un "contracte moral" que vincula el Govern, la societat d'acollida i els nouvinguts. El Govern ofereix serveis d'ajut a l'establiment, a l'adaptació i a la integració, en un context en què l'immigrant té accés a la plena ciutadania jurídica, per tant, a la ciutadania canadenca en un termini de tres anys des de l'arribada al país.
El Govern del Quebec realitza cada tres anys una planificació de la immigració amb una comissió parlamentària, la qual cosa li permet consultar tota la població i consensuar socialment sobre el volum i la composició del moviment d'immigració que té pensat acollir. A més dona suport als principis de reagrupament familiar i als valors de solidaritat internacional. Aquest pla d'immigració s'ha de presentar anualment a l'Assemblea Nacional. Així doncs, el Quebec pot determinar el volum d'immigrants que vol acollir, així com reclutar i seleccionar els ciutadans d'acord amb la seva pròpia lectura de les seves necessitats i de la seva capacitat d'acollida. Selecciona els candidats de la categoria de treballadors qualificats a partir de criteris que afavoreixen la integració al mercat de treball. Quan el Quebec selecciona un treballador qualificat selecciona un sol·licitant principal i també la seva unitat familiar.
Per tant, la política d'integració del Quebec és indissociable de la seva política d'immigració, ja que ambdues es basen en l'obertura al món i en el principi d'inclusió que confereix a tots els immigrants l'estatut de ciutadans de ple dret. De la mateixa manera es pot afirmar que la llei d'immigració al Quebec és una extensió indissociable de la Llei 101 per a la defensa de la llengua francesa.
La Política lingüística al Quebec
Els problemes i conflictes lingüístics al Quebec venen del fet que els dos principals grups en presencia, els anglòfons i els francòfons, constitueixen cadascú al mateix temps una majoria i una minoria, segons el nivell geogràfic i polític en el qual ens situem. Els francòfons són majoria al Quebec, però són minoria a la resta de províncies del Canadà. Els anglòfons són minoria al Quebec, però formen una majoria al conjunt del Canadà. Ontario i Nova Brunswick reconeixen al francès, com a llengua minoritària, un cert estatus en l'educació i en les comunicacions oficials.
Els francòfons del Quebec es troben amb el fet que la seva llengua és majoritària, però vulnerable, perquè està amenaçada per una llengua minoritària amb un prestigi i una utilitat econòmica superior. Per tant, l'estat l'ha de protegir. De manera que intentarà limitar l'ús de la llengua minoritària, és a dir, que hi ha conflicte entre les dues llengües. Així, la política lingüística consistirà a obligar la minoria a utilitzar la llengua de la majoria, la qual cosa restringeix el seu dret a fer servir la seva pròpia llengua. Per això, als immigrants de Quebec se'ls prohibeix portar els seus fills a escoles anglòfones.
La legislació lingüística es basa en dos principis: el de territorialitat i el de personalitat. El primer estableix que tots els habitants d'una regió facin servir la llengua de la majoria en les seves comunicacions oficials i amb els seus fills. És la solució més segura i estable. El Quebec intenta aplicar-la amb la Llei 101. El segon permet als individus escollir entre dues o més llengües per comunicar-se amb les autoritats i en l'educació dels seus fills. Això exigeix el bilingüisme d'estat i del sistema educatiu. En aquest cas, segueix existint la concurrència entre les dues llengües i finalment acabarà predominant la que tingui més prestigi i, per tant, a Amèrica del Nord és l'anglès.
Cronologia de la Política lingüística al Quebec
En síntesi feta per Streicher-Arsenault (2010), la cronologia és aquesta:
- Constitució de 1867: reparteix competències legislatives entre el poder federal i les províncies de manera que tant poder federal com poder provincial són sobirans en certes competències i cosobirans en d'altres. No es va plantejar la qüestió de l'ús de les llengües. El Quebec només té poder exclusiu per legislar en àmbits com l'administració municipal o local, la planificació del territori, l'educació, els serveis de la salut.
- El 1977 Camille Laurin escriu La politique québécoise de la langue française, un llibre sobre la condició lingüística del Quebec, en què parla de la baixa situació socioeconòmica de la llengua francesa i del gran poder d'atracció de la llengua anglesa sobre els immigrants.
- La Carta de la llengua francesa, o Llei 101, de 1977: és el resultat d'una sèrie de negociacions entre el govern estatal, el govern provincial i la població del Quebec. Legisla sobre aspectes com: la llengua d'ensenyament dels nens nascuts al Quebec i dels nens de famílies immigrants, la “francisation” dels immigrants, la llengua al treball i la “francisation” de les empreses, la llengua del comerç i dels negocis, la llengua de l'administració pública, la llengua de la publicitat, dels mitjans de comunicació i de la retolació. Aquesta carta ha estat modificada en múltiples ocasions per tal d'adequar-la a la Constitució i a les mateixes lleis lingüístiques del govern canadenc.
- Constitució de 1982: es declara a l'anglès i al francès com a llengües oficials al Canadà. Un dels objectius de la Llei respecte a les llengües oficials és la de donar suport a les comunitats anglòfones i francòfones minoritàries al Canadà, i no pas protegir el francès al Canadà. S'hi afegeix la Carta canadenca de Drets i Llibertats.
- El 1996, Louise Beaudoin, ministra de Cultura i Comunicacions, va publicar un text d'agregació a la carta en el qual destacava la importància de les minories culturals i encoratjava a dinamitzar les relacions entre els diferents grups humans creant un sentiment de pertinença i de solidaritat. Afegeix la idea que una política lingüística no es pot limitar a una perspectiva legislativa, sinó que ha de tenir a més una perspectiva social.
- El 2002, el govern adopta la Llei 104 sobre l'ús i la qualitat de la llengua francesa als centres d'ensenyament.

Serveis lingüístics per a adults
L'ensenyament del francès s'ofereix des de diferents institucions com ara escoles, universitats, organismes comunitaris, etc. en dos tipus de formació: a temps complet o a temps parcial. Durant les primeres 1000 hores de classe, els immigrants poden rebre un subsidi compensatori. Les formacions a temps parcial poden ser de 4 fins a 15 hores setmanals, en horari de dia, nit o cap de setmana.
Hi ha dos tipus d'enfocament: el Programa general d'integració lingüística i el Programa d'integració sociolingüística. El primer va dirigit al 88% dels al·lòfons, persones que han estat un mínim de nou anys escolaritzats. El segon s'ofereix als immigrants que tenen un nivell d'escolarització més baix.